# 烟煤

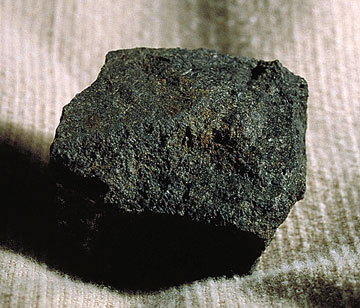
烟煤

烟煤（英語：Bituminous coal），是一种相对软的煤，包含类似焦油的沥青物质。燃燒品質优于褐煤但低于无烟煤。一般为褐色，有的为暗褐色，经常有亮-暗相间的材质。
烟煤是褐煤经地层高压变质的产物，基本成分是煤显微组分、镜质体、壳质体等。烟煤中的碳占45-86%; 其它成分是水、空气、氢、硫等未能从煤显微组分中去除掉的物质。
烟煤的燃烧热值为24-35 MJ/kg。
烟煤因烟量大而得名，燃烧空气污染严重，烟气中含硫，易致病。
煤层密度平均为1346 kg/m³ 。烟煤的堆积密度平均为833 kg/m³。

## 外部連結
- http://chemed.chem.purdue.edu/genchem/topicreview/bp/1organic/coal.html （页面存档备份，存于）